# 船原ホテル
船原ホテル（ふなばらホテル）は、静岡県田方郡天城湯ケ島町上船原（現・伊豆市上船原）の船原温泉にかつて存在したホテルである。純金風呂とお狩場焼で知られた。天城温泉郷の代表的なホテルであり、政府登録国際観光旅館でもあった。キャッチコピーは「伊豆の仙境」。

## 概要
中伊豆の天城湯ケ島町の、古くから知られた船原温泉にあったホテルで、遅くとも1926年（大正15年）には存在した。戦後、1950年（昭和25年）になって石川武義が社長を務める富士観光の経営に移り、1963年（昭和38年）に大規模な鉄筋コンクリート4階建ての本館が建設され、お狩場焼と名付けた和風バーベキューを提供したり、1億3000万円を掛けた純金風呂（入浴料は2分間1000円）を設置するなどして、話題と人気を集め、天城温泉郷を代表するホテルとなった。
しかし母体である富士観光はやがて経営状態が行き詰まり、1970年（昭和45年）、主力であった船原ホテルと富士観会館を横井英樹が社長を務める東洋郵船へ売却してのち、翌年に倒産。代って船原ホテルの経営母体となった東洋郵船は、1982年（昭和57年）にホテルニュージャパン火災を起こし、この船原ホテルも翌1983年（昭和58年）に火災が発生。船原ホテルはそのまま営業を再開することなく閉館した。純金風呂はその後も十数年間、浴場に置かれたままだったが、1998年（平成10年）から翌1999年（平成11年）頃にかけて、何者かに盗まれた。

## 施設

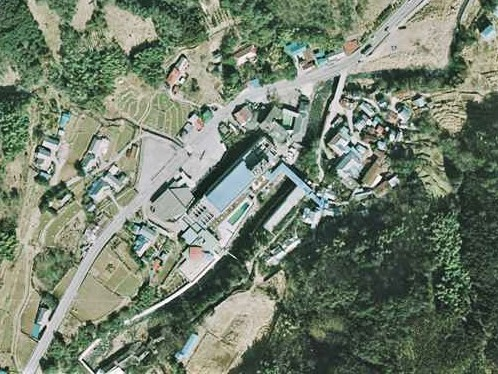
船原ホテル周辺の1978年2月27日撮影の空中写真。画像中央の屋上が青色の建物が船原ホテル。。

1963年（昭和38年）に新館として建設されたホテルの建物は、福永建築設計事務所が設計し、間組が施工した鉄筋コンクリート地下2階・地上4階建てで、本館には風呂付客室70室、別館には風呂付客室23室、普通客室7室の計100室を備え、650名の客を収容することができた。4階には520畳敷の大広間があり、中間の仕切りを移動させることで、二つの部屋の大きさを自在に調節できた。
浴場は入浴料が2分間1000円の純金風呂のほか、大浴場もあった。本館地下にダンスホールがあり、酒類は主にこちらで提供される一方、ロビーの一隅にはカウンター席10席・椅子席3卓12席のスタンドバーがあり、主にソフトドリンクが提供された。そのほか、大浴場やダンスホールへ繋がる通路には売店、あま味コーナー、中華ソバコーナーが設けられていた。館内の売店では、部屋でも出される「純金風呂せんべい」も購入できた。
また、廊下をはじめ、全館に横山大観、川合玉堂、パブロ・ピカソなど1億5000万円分（1969年〈昭和44年〉当時）の名画が飾られていた。これは「日本の観光事業に、日本画、美術をおりこんで、世界にひろめ、外人観光客を呼びよせる力の一つにしなければならない」という石川の考えによるものでもあったが、最初は床の間用の掛け軸を探し廻るところから、次第に「日本の絵」というものに関心が移っていったという。新館が落成した際にも、520畳敷の大広間に飾る壁画を横山操に依頼しており、横30尺、縦8尺の超大作2枚（それぞれ富士と伊豆の山々を描いたもの）が飾られた。
敷地内にはお狩場焼用の施設（後述）のほか、鱒釣場、クレー射撃場、ゴルフ練習場、洋弓場、50メートルプールなどが設けられていた。

## 沿革

### 戦前の船原ホテル

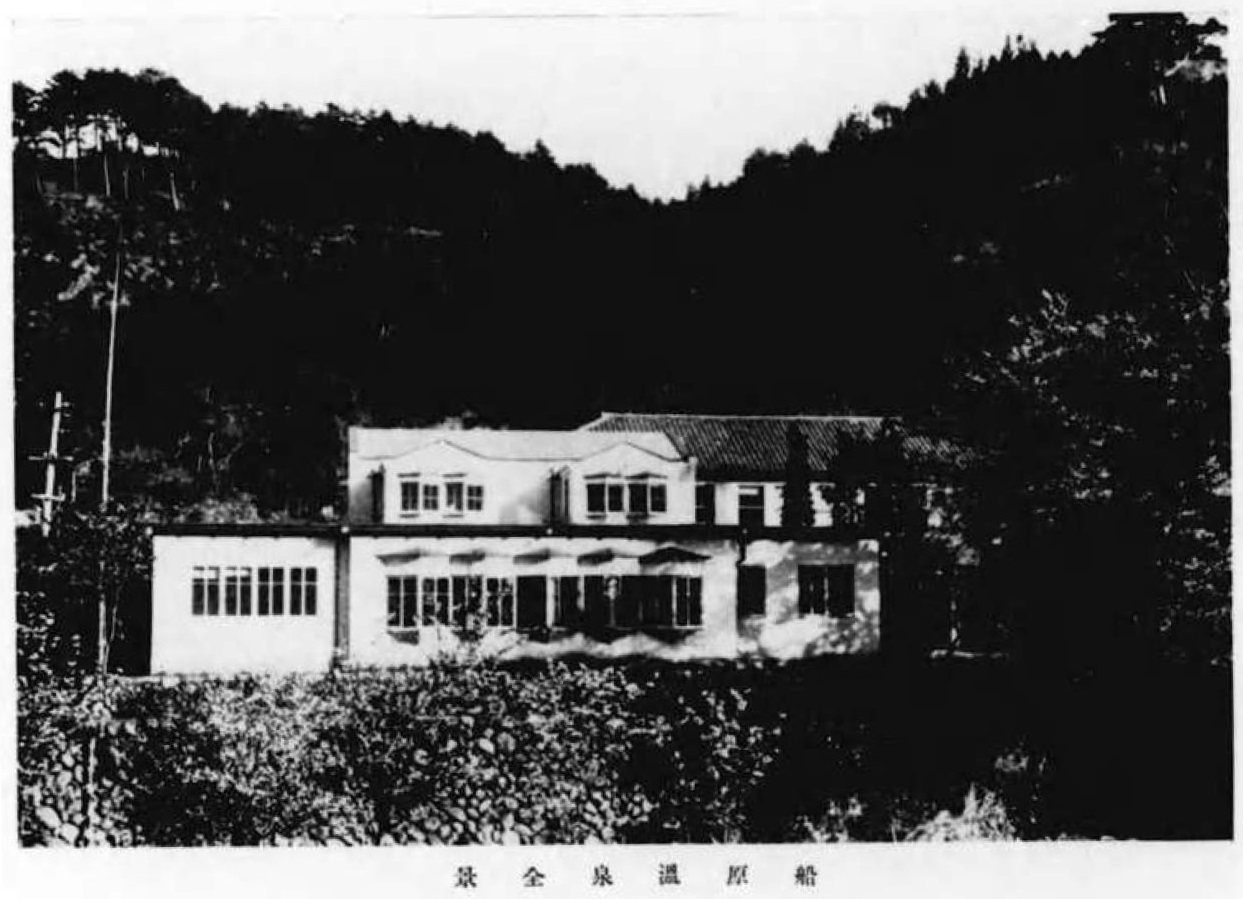
船原ホテル（1930年頃）

船原ホテルは、遅くとも1926年（大正15年）には存在していたことが確認でき、この年の『読売新聞』10月26日付朝刊の9頁に掲載された広告には「伊豆の仙境 和洋両式 船原ホテル 日本唯一最新式大浴室付 茶代廃止」と記されている。この「伊豆の仙境」というキャッチフレーズは、運営母体が次々と変っていったのちの半世紀後まで、変らず使われ続けることとなる。
第二次世界大戦以前の船原ホテルは、戦後の姿に比べると小規模なホテルであった。1928年（昭和3年）の『温泉叢書』は、「船原ホテルは、船原小学校の対岸にある、コンモリ繁つた林の中に、瀟洒なクリーム色の木骨壁造りの洋風二階建の建築で、外国の山間にでもありさうな病院風のホテルである」と解説している。1930年（昭和5年）の温泉案内では「高貴的な大変優雅な温泉ホテル」「日本座敷も西洋室も、至れり尽せりで、第一茶代廃止の実行が如何にも気分がよい」と評されており、またテニスコート、大弓、ピンポン、ラジオ、温泉プールなどの設備を有していた。伏見若宮（博義王）が滞在したこともあったという。
女優の及川道子も1929年（昭和4年）12月に、映画『恋愛第一課』のロケで船原ホテルに宿泊し、「白いセツト式の建物は一寸官邸か公使館の感じで、内部の設備も万事快く出来てゐます。静かに更けてゆく南伊豆の晩秋の夜、枕頭に聴く渓流の音は、ひとしほ旅愁をそそりました」と記している。
戦後、大改築が行われる前に訪れた岩佐東一郎がホテルの主人から受けた説明によると、元は順天堂の佐藤ドクターの病院であったものを改造した建物で、のちに改装したものの、当初は病室をそのまま客間として使用したため、客から「何だい、温泉へ入湯でなくて入院した気分だね」とよく笑われたという。

### 富士観光の経営へ
第二次世界大戦中には、船原ホテルは児童の疎開施設となっており、終戦に伴って空き家となった。これを三井財団系の設立した東海観光が買い取ったが、その理由は後述の石川によれば「当時は観光会社の許可を受けるのに何か母体がなければ許可にならないというんで、何でもいいからくさったようなホテルでもいいから買わなければならないというんで」というものだったという。その後、東海観光は都観光と改称してのち、富士観光と合併した。
富士観光（現・富士レックス）は1946年（昭和21年）12月28日に静岡県清水市（現・静岡市清水区）に資本金250万円で設立された観光会社で、当初は日本平ホテルと旅館喜世水を経営していたが、1948年（昭和23年）からはこれに三保園ホテルが加わり、更に1950年（昭和25年）には都観光とのこの合併により、船原ホテルの経営母体となったとされる。同年には東海観光出身の石川 武義（いしかわ たけよし、1900年〈明治33年〉 - ？）が社長に就任した。のちの1963年（昭和38年）には、東京都世田谷区の二子玉川に富士観会館（旧称・二子園）を新設開業し、同年に船原ホテルと三保園ホテルへ新館を建設している。
富士観光はこうして買い取った約2000平方メートルという広大な敷地に、鉄筋コンクリート4階建ての本館、お狩場焼や鱒釣り用の施設、クレー射撃場などを建設していった。それまでの船原温泉はごくひなびた温泉郷に過ぎず、周囲からは「あんなへんぴなところへ、客が集まるわけがない。大きなバクチだ」と危険視されたが、投資は成功し、純金風呂設置前の1964年（昭和39年）時点で既に、月に1万人の来客、売上げ5000万円を達成しており、湯ヶ島、修善寺、大仁、船原などを全て合せた天城温泉郷の中で、船原ホテルが料理飲食税納入番付の1位を独走していたという。
社長に就任後すぐ、船原ホテルで石川が最初に行ったのは、3万本の桜の木を植えたことであったという。これは今後、観光事業の発展に伴って日本人が温泉に行くことが日常茶飯事になり、やがては飽きが来る筈だとの予想によるものであった。今は「一晩中さわいで、外などに行かなくともいいんだという考えがある」が、今後は「かならずアメリカのように、家庭をもってくるようになる。ということで外で御飯を食べて、外で遊ぶことになる」と考え、テニスコートも設置したが、「ゲタじゃテニスはできない。ゆかたじゃテニスはできない。温泉へきてテニスはやりたくない」ということで、これは完全な失敗に終ったという。

### 元祖・お狩場焼
富士観光のもとで再出発した船原ホテルの名物となったのが、「お狩場焼」であった。これは本館から約150メートル離れた船原川の清流沿いで提供される和風バーベキューで、串刺しにしたイノシシ、シカ、ウズラ等の山鳥、アユ、マス、シイタケ、ネギ、ウズラの卵、牛肉、ピーマン、カボチャ、ナス、キヌカツギなど季節折々の材料を炭火焼にしていた。コースが終ると、麦飯、とろろ汁、野菜の沢山入ったけんちん汁も付いて1000円であった。
雨天でも行えるよう、河辺には「佐殿庵（すけどのあん）」という藁屋根、葭葺の建物が設けられており、4棟に400 - 500人を収容することができた。のちに模倣するところも出てきたのか、「元祖、お狩場焼」との表現も見られる。実際に、1963年（昭和38年）には同じ船原温泉では船原館でお狩場焼が提供されていることが確認でき、更に「お狩場焼で名を売っている温泉が伊豆に二ヶ所ある。船原と吉奈である」との言及も見られることから、船原のみならず吉奈温泉でもお狩場焼は広まっていたことがわかる。
敷地内にはこのお狩場焼用の養鱒場、養鶉場も設けられ、新鮮な材料が提供されていた。対岸には茶室風の「鱒の家」が設けられ鱒釣りもできたという。
お狩場焼の由来ははっきりしない。少なくとも表向きの由来は、治承か寿永の頃、伊豆の蛭ヶ小島に配流されていた源頼朝が、西伊豆の土肥実平に蜂起の協力を求める際、狩りに事寄せて、狩猟した肉や魚、山菜などをこの船原の川のほとりで賞味しつつ密談したのが始まりとされており、この伝説は1982年（昭和57年）に天城湯ケ島町文化財保護審議委員会により編纂された『天城の史話と伝説』にも収録されている。
しかし、船原ホテルと三保園ホテルのロゴ用の題字を書いてもいる漫画家の富田英三によれば、「お狩場焼」の名を付けたのは自分であったという。富田は石川から、アメリカ式にバーベキューをやりたいと相談された際、「では、日本風にお狩場焼…といきましょう」と命名し、手頃な岩を「頼朝腰掛石」と名付けたとも記している。また、石川自身も別の記事で「もともとは、アメリカのウィニー・ベーキ（ピクニック料理）の日本版みたいなものである。漫画家の富田英三さんが、お狩場焼――の名付親になって下さったが、イメージがぴったりして、私も大好きである。」と記している。
実際にお狩場焼を賞味した漫画家の清浦ちずこは「中央に大きな炉がきずいてあり、ウズラ、ニジマス、山菜、卵、なんでも網焼きにして好みのタレをつけて食べる野趣味なもの」「女中さんがついていて、炉とテーブルの間をこまめに往来し、あついのを次々にお皿に入れてくれるので私のような不精者にはありがたい」と記している。

### 純金風呂の設置
その後に石川が行ったのが、1億2000万 - 3000万円を掛けた、豪華な「純金風呂」の設置だった。これは「温泉なんだから温泉というものを極度に打ち出さなければならない」「ぜいたくしたいというには金の風呂を入れたらどうだろう」「現在のような温泉旅館のやり方では、近い将来、必ず客に飽きがくる（中略）。そこで、古今東西にない最高のぜいたくなもの」を、という考えによるものだった。「億以上のカネをかけては採算に合わない」「金ブロとはバチがあたる」と反対する者も周囲にいたが、押し切ったという。
また当初、浴槽の下のタイルを黒にしたところ、黒色が反射して銀色に見えてしまうため、金のマットに変えるなど工夫したという。石川は『実業界』のインタビューで、純金風呂のポイントとして三つを挙げ、「デラックスさをお客さんに味わってもらう」「パブリシティー（宣伝効果）」「（金の価値はこの30年間変動がないため）担保として絶対」と述べている。
純金風呂は鳳凰を象った長さ151センチ、幅76センチ、高さ61センチの宝舟型の浴槽で、22金を124キログラム使用し（純度85.7パーセント）、費用は加工費を含め1億3000万円を要した。設計を依頼されたのは長崎の平和祈念像を制作した北村西望で、「美術品としても価値のあるものにする」とされた。実際の製作は、東京銀座の貴金属商、山崎商店が請け負った。
鳳凰の形にしたのは、船原温泉に伝わる大久保長安の夢の伝説に由来するとされる。大久保は伊豆各地で金鉱を開発した人物であるが、若い頃に金鉱を探して伊豆を歩き廻っていた或る日、夢に鳳凰に乗った老人が現れ、湯の湧くところに金が眠っていると大久保に教えた。この夢を信じて大久保は金脈の発見に成功したと伝えられ、純金風呂はこの伝説の鳳凰を模したという。
更に設置前、純金風呂を監視する役割を兼ねて、「金ブロにふさわしく、金髪の外人女性に金色のパンティーをつけさせて、湯女としてはべらせる」という計画も発表されていた。ニューヨークで実際に募集が行われたが、月40万円の給料を要求されて断念し、在日外国人を物色中であると1964年（昭和39年）9月には報道されていた。また入浴料に関しては、この時点で既に2分間1000円として検討中であると報じられ、実際にこの料金が採用されている。
1964年（昭和39年）12月14日、山崎商店は『読売新聞』夕刊1頁に「純金風呂完成！」との広告を写真付で掲載した。この広告によると、16日から19日に掛けて純金風呂の店頭展示、17日から19日に掛けて記念セールが開催されたようである。
こうして設置された純金風呂は、石川の読み通り、大きな話題を集めた。『週刊サンケイ』の記者が1969年（昭和44年）に修善寺駅のバスターミナルで、切符の売り子に船原温泉行のバスを尋ねたところ、「はい、純金ブロですね、三番から出る松崎行きに乗ってください、すぐです」と答えられ、船原ホテルの回し者ではないかと一瞬思ったほどであったという。またホテル側によると、当時の客の7割は純金風呂へ入浴をしているとされた。
この記者は実際に純金風呂に入浴しているが、風呂に身体を沈めようとするとカメラを持った中年のおじさんが入ってきて、「カラーで記念写真をとりましょう」と撮影をされてから「はい二分間」と始まる仕組みであったという。撮影代は入浴代とは別途で800円であった。また大浴場のほかに、トルコ娘のいる「トルコブロ」も併設されていた。風呂場の記念撮影については、清浦ちずこも全く同じ報告をしている。1968年（昭和43年）に『サンデー毎日』の企画で訪れた一行は、「熱くてやっと二分間だけはいれたわ」「記念のカラー写真をとるためにライトを強くしてあるので、思ったより熱かったわ」「記念にはなるね」「お湯はあとからあとからわいてくるから、気持がいい」と評価している。

### 東洋郵船への売却
純金風呂は、2分間1000円という価格にもかかわらず人気を集め、他の富士観光経営のホテルもみな満員であったが、一方で富士観光の「金融不安説」は、1970年（昭和45年）に船原ホテルを手放すことになるかなり前から囁かれていたという。一つの銀行の返済のため他の銀行から金を借りることを繰返していた富士観光は、次第に取引を縮小され、やがては銀行筋からは全く相手にされなくなった。そのため郵政互助会などの利息の高い金を借りるようになったが、やがては土地の売却で凌ぐようになり、富士山麓、富士宮市、八王子市の土地などを次々と売却した。
1969年（昭和44年）12月決算では大蔵省から粉飾を指摘され、2億4千万円の特別損失を出したことで、富士観光の信用は完全に失墜した。このとき富士観光は、姫路市と別府市のホテル2軒を買収していたが、その資金に当てる予定であった富士山麓の土地18万平方メートル（売価・3億7200万円）の売却の契約を、1970年（昭和45年）11月になって破棄されることとなり、これら2軒の新ホテルの買収費、改装費、運転資金3億円の支払いに行き詰まった。
こうした経緯により、遂に富士観光は、1970年（昭和45年）、横井英樹が社長を務める東洋郵船へ、船原ホテルと二子玉川の富士観会館を10億円で売却した。石川とは20年来の友人である横井は「石川さんが八億円（船原ホテル）でいいっていうので向うの言い値で買った」としたが、『実業往来』は「船原ホテルの簿価は十一億七千万円、富士観会館は二億七千万円。したがって二つあわせて十億円で売った石川社長は、この取引きで四億五千万円も損をしたことになる」「富士観光の四十四年十二月決算の売上げは二十八億二千五百万円だったが、船原ホテルがなくなるだけで五億円は減る見込みだ」と報じた。売却のニュースが伝わった11月26日の株式市場では、おおよそ19円前後を維持していた富士観光株が一斉に売り叩かれて9円に暴落し、翌1月には4円前後にまで落ちた。
「横井さんは、ここが気に入らなければ富士観光へ戻れ。このホテルだってすぐ転売しようと思えばできるんだぞという。売り渡されてしまうとわれわれ従業員も敗戦国民みたいにみじめですね」という、船原ホテルの従業員の嘆きも伝えられている。
また、船原ホテルと富士観会館を売却して得た資金も、債務や借地権更新代金で相殺され、富士観光は翌1971年（昭和46年）1月に支払期限を迎える、約1億4000万円の手形決済が不可能となった。1月17日、富士観光は東京地裁に会社更生法の適用を申請し、遂に倒産した。債務は約30億円だった。
一方で東洋郵船は新聞広告を打って、新たに手に入れた2施設の宣伝に努めた。1971年（昭和46年）2月4日に『読売新聞』朝刊14面に掲載された広告では「純金とあなたと船原ホテル」と題し、「純金風呂の船原ホテルと結婚式場の富士観会館は、よそおいも新たに東洋郵船が直営に当っております」「本船原ホテルと富士観会館は会社更生法を申請した富士観光株式会社とは一切関係がありません。何卒皆様のお越しを心よりお待ち申上げております」などと記した。
しかし1982年（昭和57年）には、東洋郵船の経営不振により、船原ホテル全体が東京国税局によって差し押さえられている。

## 船原ホテル火災

### 火災以前
東洋郵船に経営が移ってのちの1974年（昭和49年）、消防法改正に伴い、一斉にホテル等の施設の防災設備の強化が義務付けられた。しかし、その期限が切れる1979年（昭和54年）3月になっても船原ホテルの設備は充分でなく、消防本部は2回に渡って改善勧告を出していた。1980年（昭和55年）5月末には、東洋郵船社長の横井英樹へ召喚状を送付したがこれも無視され、同年10月には遂に静岡県下で初の「改善警告」が出されている。
その後、1982年（昭和57年）2月6日に東洋郵船が経営する東京のホテルニュージャパンでホテルニュージャパン火災が発生し、4186平方メートルを焼失、死者33人、負傷者34人を出した。結局、船原ホテルの防災設備が改善されたのはこの火災の後で、スプリンクラー等を設置して同年6月25日、「適」マークが交付された。翌1983年（昭和58年）3月25日にはマークの更新も行われた。

### 火災発生
1983年（昭和58年）11月24日午前3時40分頃、船原ホテルの本館最上階の4階宴会場附近から出火し、520畳敷大広間など、4階部分の約800平方メートルが全焼した。田方地区消防本部や地元の消防団、大仁消防署から消防車など41台が駆け付けて約400人で消火に当り、午前5時53分頃に鎮火した。
当時ホテルには、横浜市鶴見区市場町の市場町老人クラブ連合会が秋の慰安旅行に訪れており、全部で472人の客と従業員6人が泊っていた。客が早めに火事に気付いたことや、出火当時雨が降っていたこと、出火場所が最上階の4階宴会場だったことが幸いし、死者の出る惨事は免れた。
ただ、死者は出なかったものの、宿泊客の老人クラブ会員の内、3階の部屋のベランダなどから備え付けのロープで避難しようとした63歳女性が左太ももを骨折、69歳女性が右足の関節を骨折、4人がロープの摩擦で手足に怪我をした。
田方地区消防本部によると、煙感知器が作動して3階と4階を結ぶ中央階段の防火シャッターが降り、宿泊客らがいた3階以下への延焼を食い止めた。だが119番通報は附近の住民からなされ、客の一人によると、廊下で女性が「火事だ」と叫んでいることに気付き、すぐに室内の電話からフロントへの連絡を試みたが応答はなく、廊下へ出て非常ベルを押したが鳴らなかったという。館内放送や避難誘導も一切なく、他の客も同様の証言をしている。
宴会場は前日の23日夜に老人クラブ1団体が使用していたが、午後9時頃に従業員が見廻った際、異状はなかったという。

### ホテル側の問題
宿泊客らの証言は「初期の段階ではブザーの音は聞こえなかった」「（避難誘導は）煙が出てから一時間ほどしてからだった」というものだった。
怪我をした69歳の女性は「周囲で騒がしい足音がするので変だと思って戸を開けたら廊下は煙でいっぱい。大声で『火事だ』と叫んでみんなを起こした。非常ベルも鳴らなかったし、誘導も全くなかった。ベランダにあったロープでかろうじて逃げた」「こんな大きなホテルでまさか火事があるとは思わなかった。火事に気づいたときホテルの中では、何の放送もなく、誘導してくれる人もいませんでした」と話した。
また、77歳の男性は「非常ベルを押したが鳴らず、部屋の電話も応答がなかった。ホテルに来る時、タクシー運転手に『あのホテルはがめつくて従業員が酷に使われている』と聞いた。従業員の態度もサービス精神がなく、防災に関する説明も全くなかった」と不満を漏らした。
一方でホテル側の説明では、近くの社員寮などから従業員が駆け付けて客の避難誘導に当り、熱と煙を感知する非常ベルも作動したとしており、齟齬が生じている。火事の報を聞いて東京から駆け付けたホテル側の代表者は、「ホテルそばの従業員寮から八十人全員を集め、客の避難誘導に当たった。非常ベルも鳴った。ホテル側の責任は果たしたと思っている」「フロントに二人の従業員がいて、自動火災報知機の受信機パネルが出火場所を表示し、ベルが鳴ったので急いで残りの従業員を起こして三階の客から誘導した。一部の人が慌ててベランダから逃げ出したため誘導を受けられなかったかもしれない」と述べた。記者の「避難誘導はどのようにしたか」という質問にホテル側が「分からない。訓練通りできるわけがないでしょう」と「そっけない返事」をしたという報道もある。
また、避難用のロープは長さが足りておらず、3階からのものは地上の2メートル近く上までしかなかったため、客が怪我をした原因の一つとみられた。また、避難ばしごも部屋にあったものの、老人には使いこなすことは難しく、説明もなされていなかった。
24日午前10時から現場検証が行われ、従業員からの事情聴取が行われたが、火災箇所は特定できず、原因もはっきりしなかった。

### 閉館へ
26日に田方地区消防本部は、船原ホテルに「適」マークの返納命令を出した。理由は「今度の火災で消防設備と防災管理の継続維持が困難になったため」とされたが、返納命令は全国的にも極めて珍しい事例だった。
また同日に、再度行われた現場検証の結果が公表され、出火した4階宴会場の中でも最も燃え方が激しかったのはステージに向って右袖の床であったことが明らかになった。この部分の床板を支える根太が焼き切れていた。ステージ右袖の仕切りの壁の内側面には、間仕切りの動力、照明、カラオケ、アンプなどの配電盤と分岐盤が取り付けられており、床下やステージ下には、これらの電気配線が複雑に入り組んでいた。また、右袖にはスタンド式の灰皿も置かれていたが、前日の午後9時頃に従業員が宴会の後片付けと翌朝の配膳準備を行った際、これは片付けたと証言している。
運輸省は12月2日、船原ホテルの政府登録国際観光旅館の登録を抹消した。
火災後、船原ホテルは業務を停止し、当時いた38人のパートと34人の正社員を、前者は12月10日、後者は12月20日に、全員解雇した。更に年が明けた1984年（昭和59年）5月には地元の旅館組合に脱退届を提出。営業を再開することなく、半世紀以上の歴史に終止符を打った。

## 閉館後

### 純金風呂盗難事件
閉館後も純金風呂は十数年間、そのまま浴場に置かれていたが、1999年（平成11年）12月21日、純金風呂を見学に訪れた宮城県のホテル経営者を管理人が案内した際、浴槽がなくなっていることが発覚した。東洋郵船は関係者の犯行の可能性もあるとみて内部調査を行ったが、最終的に盗難と判断し、年が明けた2000年（平成12年）4月4日になって、静岡県警察大仁警察署へ届け出た。
1998年（平成10年）に、国税局の職員が差し押さえ物件の査定のためにホテルを訪れた際には、浴槽はあったという。床や階段を引きずった様子はなく、浴室のドアの鍵にも壊された跡はなかったことから、複数の犯人が合鍵を使って侵入し、持ち上げて運び出したものと考えられた。当時の純金風呂の時価は1億円であった。結局現在でも犯人逮捕及び盗品の発見には至っておらず、2007年に公訴時効成立となった。

### 廃墟から新施設へ
2000年代初めには、船原ホテルは廃墟として知られるようになった。廃墟愛好家の栗原亨は、2003年（平成15年）の書籍で、廃墟となった船原ホテルの内部に潜入した際の写真を公開している。火災を起した宴会場は完全に撤去され3階の屋上となっていたことや、鱒釣りやお狩場焼に使われた木造建築は崩壊し始めていたこと、本物が盗まれた後も館内には純金風呂の大きなレプリカが残されていた様子を知ることができる。栗原は浴場の様子を、次のように記している。「かつて純金の浴槽が置いてあった所には、水道のパイプ穴が何ヶ所か開いているだけ。そこを覗きこんでみると、純金らしき破片が2、3個落ちているのが見えた。そこに、確かにあったのだ……。」
廃墟愛好家の中田薫と中筋純も、2004年（平成16年）11月30日に廃墟巡り旅行の道中で、船原ホテルを訪れている。しかしこのとき既に、後述のリニューアル工事が始まっている最中で、ホテルは「骨だけの状態」となっていたという。
閉館から22年後の2005年（平成17年）12月24日、観光会社の時之栖が旧船原ホテル跡地に、日帰り温泉施設「湯治場ほたる」を開業したが、2024年12月27日をもって閉館した。

## 舞台となった作品

### 映像作品
1965年（昭和40年）の映画『喜劇 駅前金融』では船原ホテルがロケ地となり、お狩場焼や純金風呂も登場した。お狩場焼の場面はフランキー堺が客の後ろに回り込み、抜け目なく掠め取ったお狩場焼をビニール袋に詰め込むというギャグシーンで、富士観光社長の石川武義や、「お狩場焼」命名者の富田英三も客席に坐って出演している。撮影の合間の休憩時間には、富田、フランキー堺、森繁久彌、伴淳三郎に淡島千景も加わり、クレー射撃や船原川の鱒釣りに興じたという。また、純金風呂ではフランキー堺、森、伴の3人の入浴場面が予告篇用に撮影されたが、ホテル側の手配がまずく温泉が噴出し続けており、更に撮影が10分、20分と延びたため、のぼせた森繁が「参ったッ」と飛び出してくるという出来事もあった。
1969年（昭和44年）から放送の開始されたドラマ『新平四郎危機一発』第5話「私が見たと鳥がいう」にも、純金風呂は登場した。入浴したのは大八役の河原崎長一郎で、場面自体は30秒程であったが、照明の具合を直したりリハーサルを行ったりで、1時間以上浸かりっぱなしであった。河原崎は「すっかりのぼせあがってフラフラ」になったが、宝田明に「君はこのロケ隊の中で一番もうけたね。この純金ブロは二分はいって千円、一時間はいると三万円もとられるんだよ」と言われると、「それはもうかった」とにっこりしたという。
1970年（昭和45年）の映画『ハレンチ学園』では、船原ホテルは「聖ハレンチ学園」の生徒たちが修学旅行で宿泊するホテルとして、タイアップする形で登場している。

### 文学作品
船原ホテルは、『オール讀物』1955年（昭和30年）11月号に掲載された松本清張の短篇小説『青のある断層』の舞台にもなった。作中にはお狩場焼も登場しており、「渓流の水勢は早く、岩に白い水沫をとばして流れていた。それを見乍ら、ウズラやヒメマスを炉で焼いて、その熱い焼きたてを喰いつくのは、舌をよろこばせた」と描写されている。
同じく1955年（昭和30年）に刊行された鹿島孝二の長篇小説『おとこ大学（婚前教室の巻）』にも、船原ホテルは実名で登場している。登場人物が女中に「今混んでるの？」と尋ね、女中が「はあ、お蔭さまで、今度の宣伝が大分効きましたようでございます」「東京の電車の中へ広告を出したのです。船原名物のお狩場焼きの」「その宣伝ポスターを出したら、急にお客様が増えたのです。今夜はどの部屋も満員でございます」と答える場面がある。